# Sunny (film, 2011)
A Sunny (hangul: 써니, Sszoni, RR: Sseoni) 2011-ben bemutatott dél-koreai vígjáték-dráma, mely az év második legsikeresebb koreai mozifilmje volt bevétel szempontjából 7 315 110 eladott jeggyel.

## Története
A film cselekménye váltakozva játszódik a jelenben és az 1980-as években. Im Nami ma feleség és anya, aki egyedül tölti napjait otthon, miközben elfoglalt férje állandóan dolgozik, tinédzser lánya pedig semmit nem hajlandó megosztani vele. Nami éppen édesanyját látogatja meg a kórházban, amikor egy másik beteg nevére lesz figyelmes az egyik kórterem ajtaján: Ha Cshunhva (Ha Chun-hwa). Kiderül, középiskolai barátnője fekszik a kórteremben, végső stádiumú rákkal. Nami visszaemlékezik az első találkozásukra, amikor vidéki új tanulóként került a szöuli lánygimnáziumba, ahol farkastörvények uralkodtak a márkás cipőket és táskákat hordó lányok között. A félénk és cukorbeteg Nami szinte véletlenül kivívja az iskola rettegett bandájának a Sunny-nak a tiszteletét, melynek Cshunhva (Chun-hwa) a vezetője, és beveszik a lányt maguk közé. A szeleburdi és olykor erőszakos lányokkal Nami szoros barátságot köt, kiállnak mellette a másik iskola rivális bandájával szemben is, és Nami megtapasztalja az első szerelem keserédes ízét is.
A haldokló Cshunhva (Chun-hwa) a jelenben arra kéri Namit, keresse meg a többieket, hogy még egyszer utoljára láthasson mindenkit. Nami magánnyomozót fogad és egyik lányt a másik után találja meg. Mindannyiuk élete másképp alakult, mint elképzelték tiniként, némelyikük sorsa fájdalmasan tragikus.

## Szereplői
Jelen
- Ju Hodzsong (Yoo Ho-jeong) mint Im Nami
- Csin Higjong (Jin Hee-kyung) mint Ha Cshunhva (Ha Chun-hwa)
- Ko Szuhi (Go Soo-hee) mint Kim Dzsangmi (Kim Jang-mi)
- Hong Dzsinhi (Hong Jin-hee) mint Hvang Dzsinhi (Hwang Jin-hee)
- I Jongjong (Lee Yeon-kyung) mint Szo Gumok (Seo Geum-ok)
- Kim Szongjong (Kim Sun-kyung) mint Rju Bokhi (Ryu Bok-hee)
- Pek Csonghak (Baek Jong-hak) mint Nami férje
- Ha Szungni (Ha Seung-ri) mint Jebin (Ye-bin), Nami lánya
- Csong Szogjong (Jung Suk-yong) mint Dzsonggi (Jong-ki), Nami bátyja
- I Dzsunhjok (Lee Joon-hyuk), magándetektív
- I Gungjong (Lee Geung-young) mint O Dzsunho (Oh Joon-ho)
- Kim Sihu (Kim Shi-hoo) mint Dzsunho (Joon-ho) fia
- Kim Dzsigjong (Kim Ji-kyung) mint Dzsinhi (Jin-hee) férje
- Dzsuho (Joo-ho) mint biztosítótársaság menedzsere
- Csha Thehjon (Cha Tae-hyun) mint biztosítótársaság modellje
- Kim Dzsunho (Kim Joon-ho) mint magándetektív
- Szong Dzsiru (Sung Ji-roo) mint Cshunhva (Chun-hwa) ügyvédje
- Jun Dzsong (Yoon Jung) mint Csong Szudzsi (Jung Su-ji)

1980-as évek
- Sim Ungjong (Shim Eun-kyung) mint Im Nami
- Kang Szora (Kang So-ra) mint Ha Cshunhva (Ha Chun-hwa)
- Kim Minjong (Kim Min-young) mint Kim Dzsangmi (Kim Jang-mi)
- Pak Csindzsu (Park Jin-joo) mint Hvang Dzsinhi (Hwang Jin-hee)
- Nam Bora mint Szo Gumok (Seo Geum-ok)
- Kim Bomi mint Rju Bokhi (Ryu Bok-hee)
- Min Hjorin (Min Hyo-rin) mint Csong Szudzsi (Jung Su-ji)
- Kim Sihu (Kim Shi-hoo) mint O Dzsunho (Oh Joon-ho)
- Kim Jongok (Kim Young-ok) mint Nami nagyanyja
- Csong Vondzsung (Jung Won-joong) mint Nami apja
- Kim Hjeok (Kim Hye-ok) mint Nami anyja
- Pak Jongszo (Park Young-seo) mint Dzsonggi (Jong-ki), Nami bátyja
- Cshon Uhi (Chun Woo-hee) mint Szangmi (Sang-mi)
- Kim Jevon (Kim Ye-won) mint a Girls' Generation banda vezetője
- Szo Hidzsong (So Hee-jung) mint osztályfőnök
- Kim Vonhe (Kim Won-hae) mint tanár
- Pak Hidzsong (Park Hee-jung) mint Jongdzsin (Young-jin)
- Han Szunghjon (Han Seung-hyun) mint Dzsangmi (Jang-mi) bátyja
- Kang Dzsivon (Kang Ji-won) mint Szudzsin (Su-jin) mostohaanyja
- Kang Rejon (Kang Rae-yeon) mint Dzsonggi (Jong-ki) barátnője
- Jang Higjong (Yang Hee-kyung) mint Dzsangmi (Jang-mi) anyja

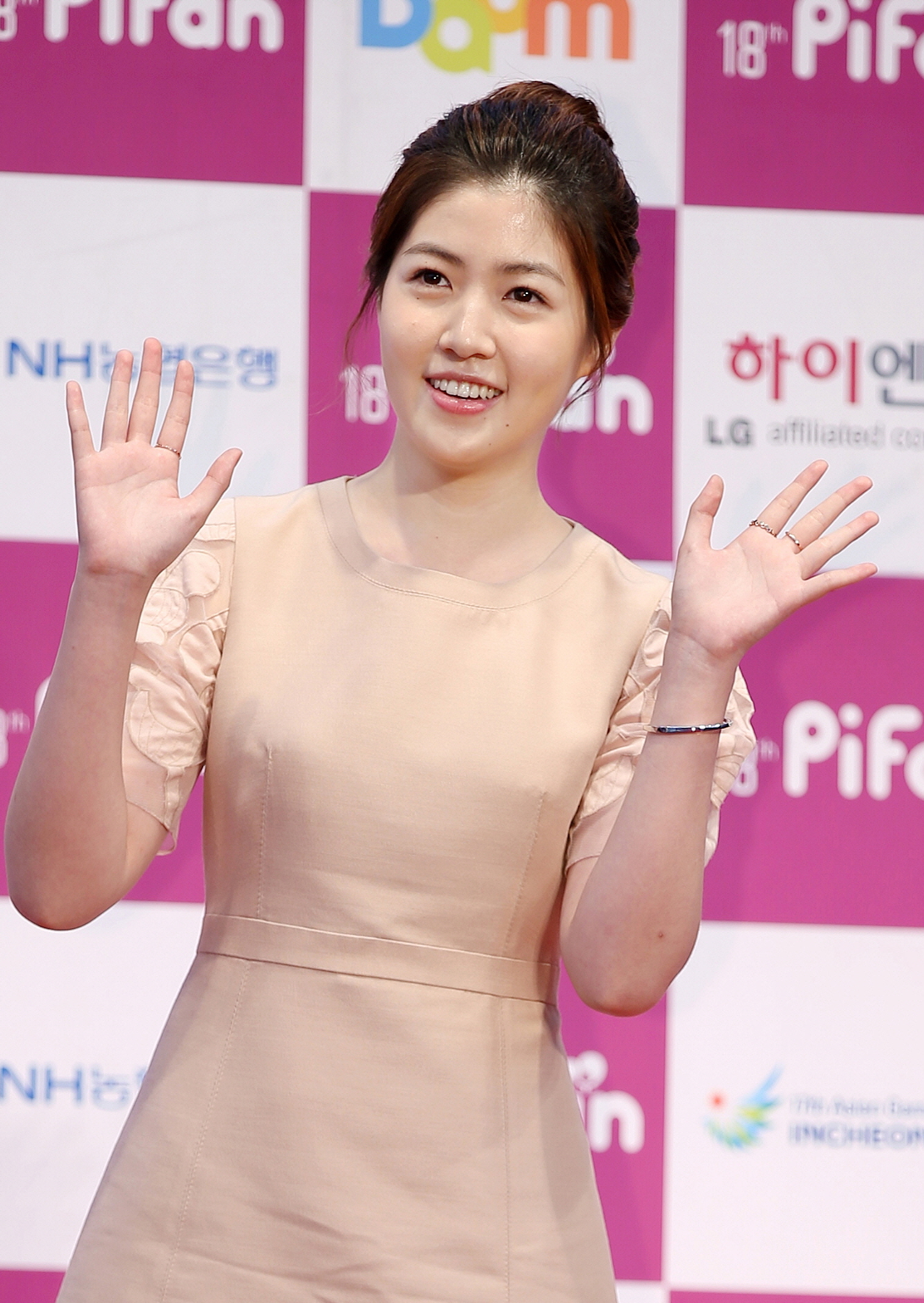
Sim Ungjong (Shim Eun-kyung)
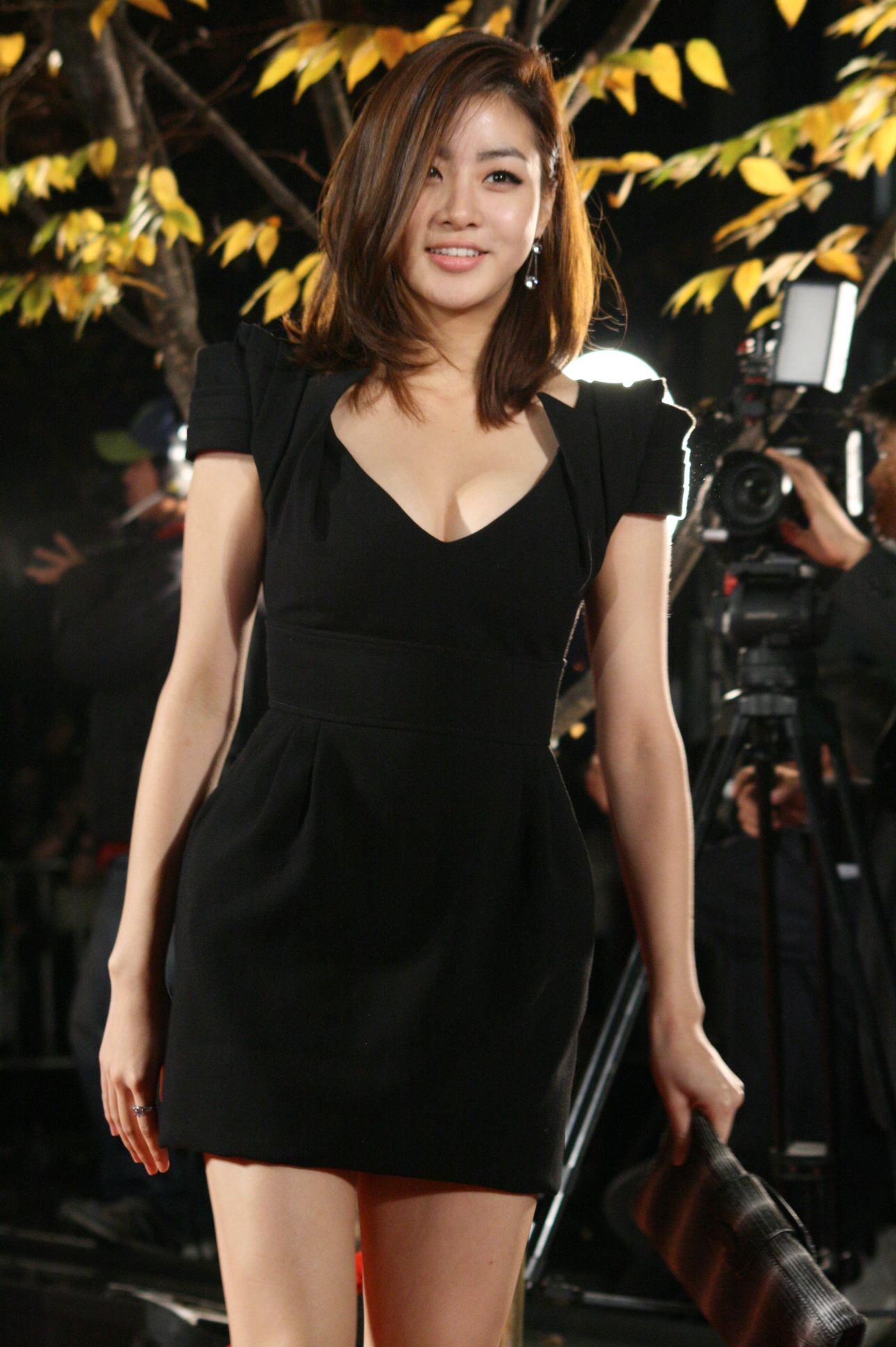
Kang Szora (Kang So-ra)
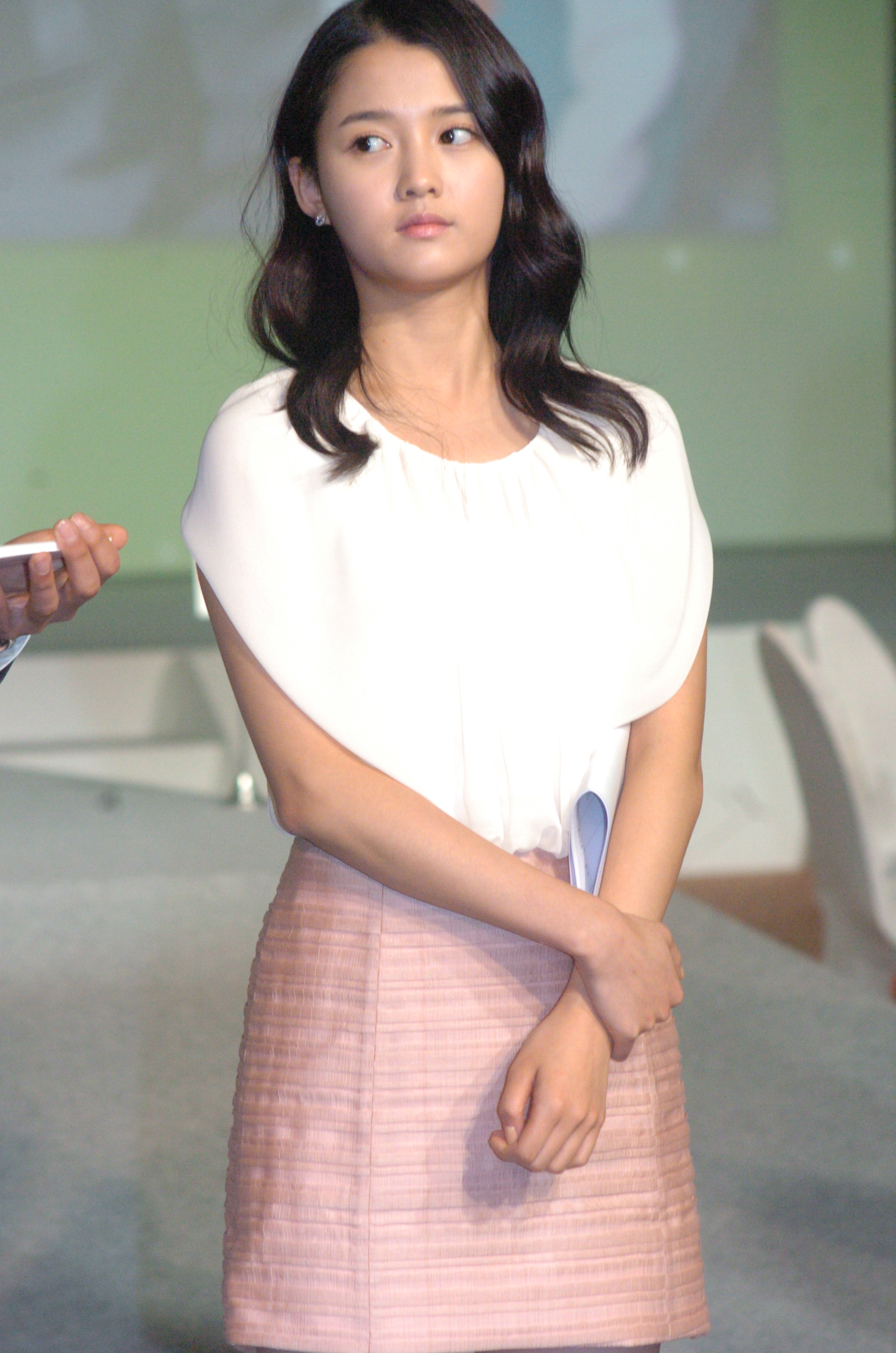
Nam Bora
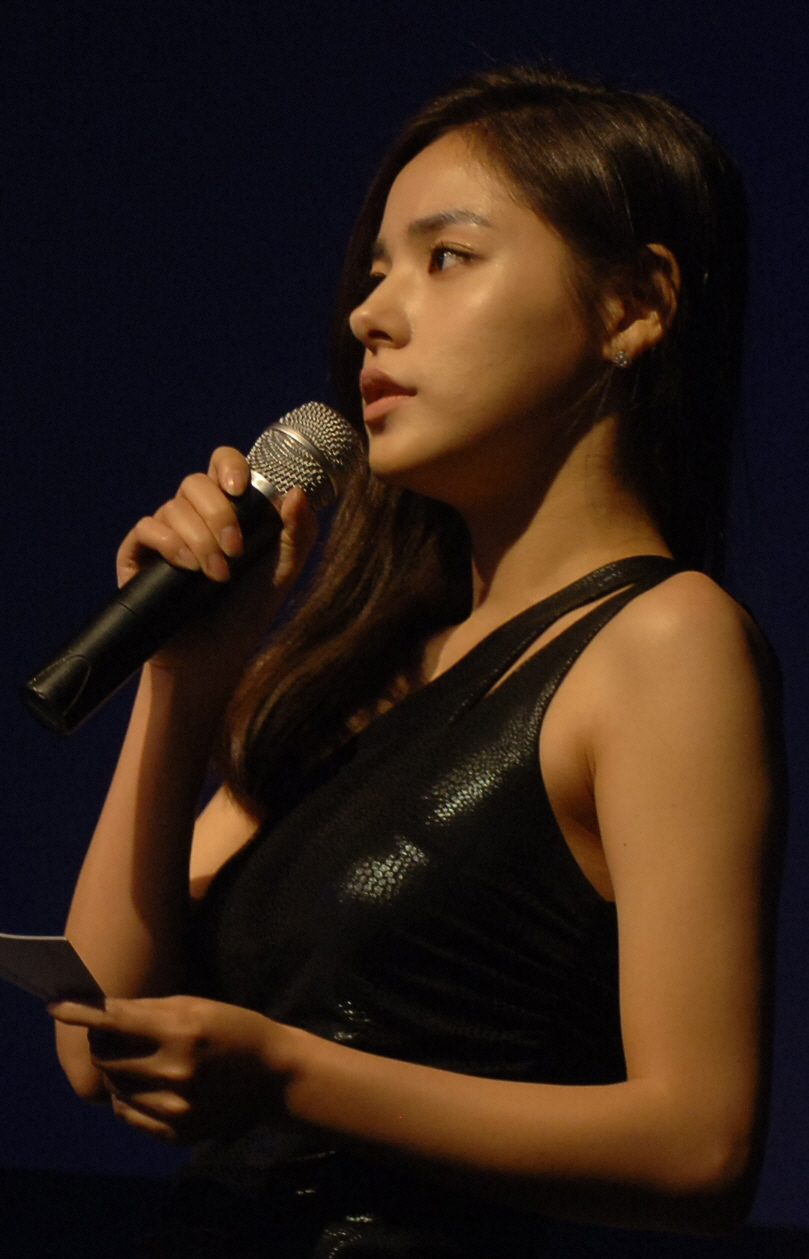
Min Hjorin (Min Hyo-rin)